# کریستوفر همپتون
کریستوفر همپتون (انگلیسی: Christopher Hampton؛ زادهٔ ۲۶ ژانویهٔ ۱۹۴۶) یک فیلم‌نامه‌نویس، نمایش‌نامه‌نویس و کارگردان بریتانیایی پرتغالی است.
وی در سال ۱۹۸۸ برنده جایزه اسکار بهترین فیلم‌نامه اقتباسی برای فیلمنامه روابط خطرناک شد. همپتون در سال ۲۰۰۷ بار دیگر نامزد این جایزه شد.

## آثار

### فیلم‌شناسی
- خانه عروسک (نویسنده فیلم‌نامه)
- کنسول افتخاری (فیلم) (نویسنده فیلم‌نامه)
- گرگ پشت در (نویسنده فیلم‌نامه)
- روابط خطرناک (نویسنده فیلم‌نامه)
- کرینگتون (نویسنده فیلم‌نامه و کارگردان)
- کسوف کامل (نویسنده فیلم‌نامه و بازیگر)
- ماری ریلی (نویسنده فیلم‌نامه)
- مأمور مخفی (نویسنده فیلم‌نامه و کارگردان)
- آمریکایی آرام (نویسنده فیلم‌نامه)
- تصور آرژانتین (نویسنده فیلم‌نامه و کارگردان)
- کفاره (نویسنده فیلم‌نامه)
- یک روش خطرناک (نویسنده فیلم‌نامه)
- علی و نینو (نویسنده فیلمنامه)

### نمایش‌نامه
- کسوف کامل
- نیکوکار
- وحشی‌ها
- گفتگوی شفابخش